# Arkadij Giercowski
Arkadij Jakowlewicz Giercowski (ros. Аркадий Яковлевич Герцовский, ur. 1904, zm. 1956) – generał major, funkcjonariusz bezpieczeństwa państwowego ZSRR, szef I Oddziału Specjalnego NKWD ZSRR.

## Życiorys
Ukrainiec, 1920-1938 w organach Czeki/OGPU/NKWD w guberni odeskiej, 25 marca 1939 mianowany kapitanem bezpieczeństwa państwowego, od 1939 w WKP(b), od 1 marca 1939 do 28 lutego 1941 zastępca szefa, potem do 12 maja 1943 szef I Oddziału Specjalnego NKWD ZSRR (z przerwą od 31 lipca 1941 do 24 stycznia 1942, gdy był ponownie zastępcą szefa), od maja 1943 do marca 1953 szef Oddziału "A" NKGB/MGB ZSRR. Od 22 lutego 1942 major, od 14 lutego 1943 komisarz bezpieczeństwa państwowego, od 9 lipca 1945 generał major. Od 22 kwietnia do 3 października 1953 naczelnik I Sekcji Specjalnej Ministerstwa Spraw Wewnętrznych Jakuckiej ASRR. 3 października 1953 aresztowany, 6 lipca 1955 skazany na 10 lat obozu pracy poprawczej. 29 lipca 1955 pozbawiony stopnia generała majora.
Jeden ze sprawców zbrodni katyńskiej na polskich oficerach w 1940 roku.

## Odznaczenia
- Order Lenina (30 kwietnia 1946)
- Order Czerwonego Sztandaru (dwukrotnie - 3 listopada 1944 i 1 czerwca 1951)
- Order Czerwonej Gwiazdy (20 września 1943)
- Order „Znak Honoru” (26 kwietnia 1940)
- Odznaka "Honorowy Funkcjonariusz Czeki/GPU (XV)" (31 sierpnia 1937)

I medale.